# Morten Løwe Sørensen
Morten Løwe Sørensen (ur. 20 lipca 1983 w Esbjerg) – duński perkusista. Morten Løwe Sørensen znany jest, prawdopodobnie, przede wszystkim z występów w szwedzkim zespole Amaranthe, którego jest członkiem od 2008 roku. Do 2014 roku nagrał wraz z zespołem trzy albumy studyjne, a także otrzymał nagrodę Bandit Rock Awards. Muzyk gra także w takich zespołach jak: Transparent, Icon in Me, Dragonland, Indrama oraz Triphon. Jako muzyk koncertowy współpracował z duńskim zespołem Hatesphere, grecką grupą Nightrage i francuską formacją Sarve. Był ponadto członkiem takich zespołów jak: Scavenger, Submission, The Cleansing, Panzerchrist, The Arcane Order, Disavowed oraz Mercenary.
Muzyk jest endorserem instrumentów firmy Meinl.

## Wybrana dyskografia
- The Arcane Order - The Machinery of Oblivion (2006, Metal Blade Records)[8]
- Submission - Failure to Perfection (2006, Listenable Records)[9]
- The Arcane Order - In the Wake of Collisions (2008, Metal Blade Records)[10]
- Submission - Code of Conspiracy (2008, Mighty Music)[9]
- The Cleansing - Poisoned Legacy (2009, Deepsend Records)[11]
- Icon In Me - Head Break Solution (2011, Mazzar Records)[12]
- The Cleansing - Feeding the Inevitable (2011, Deepsend Records)[13]
- Mercenary - Metamorphosis (2011, NoiseArt Records)[14]
- Dragonland - Under the Grey Banner (2011, AFM Records)[15]
- The Arcane Order - Cult of None (2015, Massacre Records)[16]